# 서아프리카 표준시
|  | UTC−01:00 | 카보베르데 시간                                                                     |
|  | UTC±00:00 | 서유럽 표준시 · 그리니치 평균시                                                     |
|  | UTC+01:00 | 중앙유럽 표준시 · 서아프리카 표준시 · 서유럽 일광 절약 시간대                       |
|  | UTC+02:00 | 중앙아프리카 시간 · 동유럽 표준시 · 남아프리카 표준시 · 서아프리카 일광 절약 시간대 |
|  | UTC+03:00 | 동아프리카 시간                                                                     |
|  | UTC+04:00 | 모리셔스 시간 · 세이셸 시간                                                         |

서아프리카 표준시(영어: West Africa Time, WAT)는 협정 세계시 (UTC)보다 1시간 빠른 표준시 (UTC+01)로, 중앙유럽 표준시와 같은 시간대에 해당한다.
서아프리카 표준시는 아프리카 대륙의 서부, 중서부에서 사용되고 있다.
이 시간대를 채택하고 있는 대부분의 국가가 적도 부근의 지역이므로 일년 내내 하루의 길이의 큰 변화는 없다. 따라서 서머타임제는 사용하지 않는다. 이 예외에 해당하는 것이 나미비아이다. 여름철 (9월 ~ 4월)는 서아프리카 일광 절약 시간대 (UTC+02)를 적용한다.
서아프리카 표준시는 다음 국가에 의해 사용되고 있다.
- 알제리
- 앙골라
- 베냉
- 차드
- 카메룬
- 중앙아프리카 공화국
- 콩고 민주 공화국 (서부)
- 적도 기니
- 가봉
- 모로코
- 니제르
- 나이지리아
- 콩고 공화국
- 튀니지

## 같이 보기
- 중앙유럽 표준시
- 서유럽 일광 절약 시간대
- 영국 일광 절약 시간대